# Nuoto ai Giochi della XXVII Olimpiade - 50 metri stile libero femminili
Si sono svolte 10 batterie di qualificazione. Le prime 16 atlete si sono qualificate per le semifinali.

## Batterie
22 settembre 2000

### 1ª batteria
| Posizione | Atleta                | Paese              | Tempo   |
| --------- | --------------------- | ------------------ | ------- |
| 1         | Moe Thu Aung          | Birmania           | 26.80   |
| 2         | Paula Barila Bolopa   | Guinea Equatoriale | 1:03.97 |
| 3         | Fatema Hameed Gerashi | Bahrein            | SQ      |

### 2ª batteria
| Posizione | Atleta                 | Paese                     | Tempo |
| --------- | ---------------------- | ------------------------- | ----- |
| 1         | Theekshana Ratnasekera | Sri Lanka                 | 29.88 |
| 2         | Samar Nassar           | Palestina                 | 30.05 |
| 3         | Runa Pradhan           | Nepal                     | 31.28 |
| 4         | Teran Matthews         | Saint Vincent e Grenadine | 31.71 |
| 5         | Fariha Fathimath       | Maldive                   | 32.36 |
| 6         | Raksmey Hem            | Vietnam                   | 33.11 |
| 7         | Noor Haki              | Iraq                      | 35.51 |

### 3ª batteria
| Posizione | Atleta              | Paese       | Tempo |
| --------- | ------------------- | ----------- | ----- |
| 1         | Ngozi Monu          | Nigeria     | 28.20 |
| 2         | Tanya Anacleto      | Mozambico   | 28.78 |
| 3         | Alisa Khaleyeva     | Azerbaigian | 28.79 |
| 4         | Sherri Henry        | Saint Lucia | 28.81 |
| 5         | Mbolatiana Ramanisa | Madagascar  | 29.20 |
| 6         | Roshendra Vrolijk   | Aruba       | 29.31 |
| 7         | Yuliana Mikheeva    | Armenia     | 29.79 |
| 8         | Francilia Agars     | Dominica    | 32.22 |

### 4ª batteria
| Posizione | Atleta              | Paese        | Tempo |
| --------- | ------------------- | ------------ | ----- |
| 1         | Ekaterina Tochenaya | Kirghizistan | 26.88 |
| 2         | Angela Chuck        | Giamaica     | 27.48 |
| 3         | Marilyn Chua        | Malaysia     | 27.66 |
| 4         | Duska Radan         | Jugoslavia   | 27.70 |
| 5         | Maria Tregubova     | Moldavia     | 27.75 |
| 6         | Saida Iskandarova   | Uzbekistan   | 28.08 |
| 7         | Talia Barrios       | Perù         | 28.11 |
| 8         | Aissatou Barry      | Guinea       | 35.79 |

### 5ª batteria
| Posizione | Atleta                | Paese         | Tempo |
| --------- | --------------------- | ------------- | ----- |
| 1         | Tzu-Ying Chiang       | Taipei cinese | 26.84 |
| 2         | Agnese Ozoliņa        | Lettonia      | 27.28 |
| 3         | Pilin Tachakittiranan | Thailandia    | 27.31 |
| 4         | Marijana Surkovic     | Croazia       | 27.32 |
| 5         | Hiu Wai Sherry Tsai   | Hong Kong     | 27.38 |
| 6         | Chantal Gibney        | Irlanda       | 27.46 |
| 7         | Jurate Ladaviciute    | Lituania      | 27.54 |
| 8         | Elin Sigurdardottir   | Islanda       | 27.58 |

### 6ª batteria
| Posizione | Atleta             | Paese             | Tempo |
| --------- | ------------------ | ----------------- | ----- |
| 1         | Rania El-Wani      | Egitto            | 25.87 |
| 2         | Mette Jacobsen     | Danimarca         | 25.96 |
| 3         | Leah Martindale    | Barbados          | 26.05 |
| 4         | Siobhan Cropper    | Trinidad e Tobago | 26.36 |
| 5         | Lara Heinz         | Lussemburgo       | 26.55 |
| 6         | Caroline Pickering | Figi              | 26.57 |
| 7         | Kirsty Coventry    | Zimbabwe          | 26.58 |
| 8         | Jang Hee-Jin       | Corea del Sud     | 26.88 |

### 7ª batteria
| Posizione | Atleta              | Paese       | Tempo |
| --------- | ------------------- | ----------- | ----- |
| 1         | Jana Kolukanova     | Estonia     | 25.96 |
| 2         | Alena Popchanka     | Bielorussia | 26.10 |
| 3         | Liesbet Dreesen     | Belgio      | 26.21 |
| 3         | Hanna-Maria Seppälä | Finlandia   | 26.21 |
| 5         | Ivana Walterova     | Slovacchia  | 26.23 |
| 6         | Ekaterina Kibalo    | Russia      | 26.37 |
| 7         | Joscelin Yeo        | Singapore   | 26.71 |
| 8         | Athina Bochori      | Grecia      | 26.90 |

### 8ª batteria
| Posizione | Atleta                | Paese       | Tempo |
| --------- | --------------------- | ----------- | ----- |
| 1         | Dara Torres           | Stati Uniti | 24.96 |
| 2         | Alison Sheppard       | Regno Unito | 25.53 |
| 3         | Susie O'Neill         | Australia   | 25.73 |
| 4         | Anna-Karin Kammerling | Svezia      | 25.79 |
| 5         | Cristina Chiuso       | Italia      | 25.99 |
| 6         | Sue Rolph             | Regno Unito | 26.00 |
| 7         | Nadine Rolland        | Canada      | 26.04 |
| 8         | Sarah Ryan            | Australia   | 26.05 |

### 9ª batteria
| Posizione | Atleta            | Paese       | Tempo |
| --------- | ----------------- | ----------- | ----- |
| 1         | Therese Alshammar | Svezia      | 25.24 |
| 2         | Sandra Völker     | Germania    | 25.44 |
| 3         | Wilma van Rijn    | Paesi Bassi | 25.81 |
| 4         | Ana Belen Palomo  | Spagna      | 25.96 |
| 5         | Han Xue           | Cina        | 26.01 |
| 6         | Helene Muller     | Sudafrica   | 26.07 |
| 7         | Eileen Coparropa  | Panama      | 26.19 |
| 8         | Judith Draxler    | Austria     | 26.26 |

### 10ª batteria
| Posizione | Atleta            | Paese         | Tempo |
| --------- | ----------------- | ------------- | ----- |
| 1         | Inge de Bruijn    | Paesi Bassi   | 24.46 |
| 2         | Amy Van Dyken     | Stati Uniti   | 25.04 |
| 3         | Martina Moravcová | Slovacchia    | 25.39 |
| 4         | Vivienne Rignall  | Nuova Zelanda | 25.52 |
| 4         | Sumika Minamoto   | Giappone      | 25.52 |
| 6         | Katrin Meißner    | Germania      | 25.64 |
| 7         | Olga Mukomol      | Ucraina       | 25.67 |
| 8         | Jenna Gresdal     | Canada        | 26.79 |

## Semifinali
22 settembre 2000

### 1° semifinale
| Posizione | Atleta            | Paese       | Tempo |
| --------- | ----------------- | ----------- | ----- |
| 1         | Therese Alshammar | Svezia      | 24.80 |
| 2         | Dara Torres       | Stati Uniti | 24.98 |
| 3         | Sandra Völker     | Germania    | 25.22 |
| 4         | Sumika Minamoto   | Giappone    | 25.43 |
| 5         | Katrin Meißner    | Germania    | 25.62 |
| 6         | Susie O'Neill     | Australia   | 25.74 |
| 7         | Wilma van Rijn    | Paesi Bassi | 25.87 |
| 8         | Jana Kolukanova   | Estonia     | 26.03 |

### 2° Semifinale
| Posizione | Atleta                | Paese         | Tempo |
| --------- | --------------------- | ------------- | ----- |
| 1         | Inge de Bruijn        | Paesi Bassi   | 24.13 |
| 2         | Amy Van Dyken         | Stati Uniti   | 25.00 |
| 3         | Alison Sheppard       | Regno Unito   | 25.32 |
| 4         | Martina Moravcová     | Slovacchia    | 25.49 |
| 5         | Anna-Karin Kammerling | Svezia        | 25.61 |
| 5         | Vivienne Rignall      | Nuova Zelanda | 25.61 |
| 7         | Olga Mukomol          | Ucraina       | 25.88 |
| 8         | Rania El-Wani         | Egitto        | 26.85 |

## Finale
23 settembre 2000
| Posizione | Atleta            | Paese       | Tempo |
| --------- | ----------------- | ----------- | ----- |
|           | Inge de Bruijn    | Paesi Bassi | 24.32 |
|           | Therese Alshammar | Svezia      | 24.51 |
|           | Dara Torres       | Stati Uniti | 24.63 |
| 4         | Amy Van Dyken     | Stati Uniti | 25.04 |
| 5         | Martina Moravcová | Slovacchia  | 25.24 |
| 6         | Sandra Völker     | Germania    | 25.27 |
| 7         | Alison Sheppard   | Regno Unito | 25.45 |
| 8         | Sumika Minamoto   | Giappone    | 25.65 |